# Adriano Marenco
Adriano Marenco (Roma, 8 dicembre 1973) è un drammaturgo e giornalista italiano.

## Biografia
Si affaccia alla scrittura inizialmente come giornalista culturale, lavorando per La Rinascita della Sinistra, L'Indice, Reti Solidali e per la rubrica “Storie” de Il Manifesto.
Esordisce come poeta nel 2003 con La fenice cieca, poema vincitore de La Repubblica delle Lettere e pubblicato dall’editore Marco Pascale. Il suo primo romanzo La Palude e La Balera, è pubblicato nel 2010 da Edizioni Progetto Cultura, casa editrice romana con cui in seguito stringerà un rapporto di collaborazione duraturo: Marenco infatti diventa ben presto direttore della collana teatrale di Progetto Cultura, "Scenamuta".
Nel 2013 fonda, con Pamela Adinolfi, Alessandra Caputo, Valentina Conti e Simone Fraschetti, la compagnia teatrale Patas Arriba Teatro, con l’obiettivo di definire "un linguaggio teatrale autonomo e originale, basato su una drammaturgia politica e poetica e su un esito scenico onirico e visionario".
Tra le produzioni della compagnia è particolarmente fortunata Jansi, la Janis sbagliata, un testo ispirato alla vita e soprattutto alla morte di Janis Joplin, che vince il premio Inventaria 2014 ed è presentata al Fringe Festival di Roma.
Il Pelo della Luna (2014) è una fiaba per adulti che mescolando grottesco, nonsense e commedia arriva a trattare temi come la prostituzione, il razzismo e la miseria.
L’ultimo spettacolo della compagnia è La casta morta. Senza il potere. Si muore (2015), con testo scritto da Marenco su soggetto di Luigi Marinelli e Michele Sganga. Lo spettacolo rilegge la Classe cantoriana mostrando i suoi vecchi-bambini cresciuti, divenuti parlamentari e insider nei giochi di potere. Si nota anche il riferimento, nel titolo e nel tema, a La Casta di Antonio Stella e Sergio Rizzo.
La casta morta è stata realizzata con il sostegno dell’Istituto Polacco di Roma in occasione del 250º Anniversario del Teatro Pubblico in Polonia e del Centenario di Tadeusz Kantor.
Nel 2014 Teatr Nowy di Cracovia ospita Jansi, La Janis Sbagliata, tradotta come Jansi, Nie Ta Janis, nella sua sede proiettando per la prima volta il lavoro di Marenco all’estero.
Alcuni componenti della compagnia portano poi in scena Giovanna sotto il sego del tempo (2017), testo scritto sempre da Marenco ispirandosi alla figura di Giovanna di Castiglia, con regia di Alessandra Caputo, musiche di Rodolfo Puccio e interpretazione di Patrizia Bernardini. Patas Arriba Teatro produce nel 2018 Lady Holiday – Mississipi drunk scritto da Alessandra Caputo con una ballata di Marenco.
Nel 2021 Marenco fonda con Nathalie Bernardi la compagnia "Collettivo Lubitsch" in seno all’associazione "Acg NonIoTeatro", producendo lavori come Disumano è l’affetto (2021) con la regia di Mamadou Dioume, Sandra C – I leoni globali Mo. No. Logo (2022), La favola nera del boia in tutù (2023) e L’attrice è tutta crosta (2023), un testo basato sulla figura di Marlene Dietrich. La presenza dell’attrice Nathalie Bernardi nel ruolo di protagonista o co-protagonista diventa un marchio di fabbrica della compagnia, mentre continua l’intento di “ritornare ad un teatro che obbedisca ad una necessità viscerale, capace di trascendere l'individuo per rivolgersi alla collettività e farsi portavoce delle sue istanze profonde”. Nel 2024 debutta Sotto questo crollo tratto dal testo omonimo vincitore del premio La Clessidra e del Premio Internazionale Città di Castrovillari.
Nel 2025 è uscito il suo secondo romanzo Fine Capitale Mai edito da Nulla Die Edizioni.

## Temi
Dall’attività letteraria di Adriano Marenco possiamo ricavare due filoni principali: uno biografico, con il racconto di vite di personaggi della storia antica e moderna e del mondo dello spettacolo (Giovanna la pazza, Janis Joplin, Marlene Dietrich); uno politico e civile, con il racconto di personaggi potentissimi e spietati (La casta morta) oppure, ancora più spesso, ai margini estremi della società (La palude e la balera, Sotto questo crollo, Il pelo della luna, Monco e Ciecos’).
"Monco e Cieco sono due rimasugli umani, vivono in un loro mondo che è stato raso al suolo, chissà se da altri o da loro stessi. Monco e Cieco discutono, ricordano, litigano e fanno comunella. Tutto nel tentativo disperato di farsi le scarpe l’un l’altro ma anche al primo che passa. Siamo nel pieno della realtà del rango più basso, istinti, emozioni e economia. È proprio l’economia a governare da lontano, imperscrutabile, ogni cosa, persino gli istinti".
I testi di Marenco, spesso nutriti di citazioni e riferimenti colti principalmente ispirati alla letteratura teatrale nord- ed esteuropea, non ambiscono a fornire soluzioni ai problemi sociali ma li portano all’attenzione dello spettatore con un impasto originale di lirismo e cinismo, con la consapevolezza che "è buona regola non prendere troppo sul serio sé stessi e il potere: pena lo sprofondarsi nell’abisso su cui l’uomo gioca di equilibrismo".

## Opere
Romanzi
- La fenice cieca, Mario Pascale editore, 2003, ISBN 8888258043
- La palude e la balera, Edizioni Progetto Cultura, Roma, 2010, ISBN 8860922216
- Fine Capitale Mai, Nulla Die Edizioni, 2025, ISBN 9788869156717

Drammaturgie
- Il pasto degli schiavi, Edizioni Progetto Cultura, Roma, 2012, ISBN 8860924065
- Jansi La Janis Sbagliata (Interiora Di Janis Joplin), Edizioni Progetto Cultura, Roma, 2013, ISBN 8860925789
- La casta morta. Senza il potere. Si muore, Lithos, Roma, 2015 (edizione italiana e polacca), ISBN 978-88-97414-88-9
- Sotto questo crollo, Edizioni Progetto Cultura, Roma, 2019, ISBN 8833561054
- Monco e Ciecos’, Opere da Tre Soldi, ebook, 2020
- Come El Kann pe li Agnelli, Memoriale I, Edizioni Progetto Cultura, Roma 2024 ISBN 978-88-3356-597-2
- UnoaZeroperNoi-Sandra C, Memoriale II, Edizioni Progetto Cultura, Roma 2024 ISBN 978-88-3356-598-9
- Il senno di Osvaldo - Giangiacomo Feltrinelli tra utopia e paranoia, Memoriale III, Roma 2024 ISBN 978-88-3356-599-6

## Teatrografia
- Jansi la Janis sbagliata (2013), prod. Patas Arriba Teatro
- Il pasto degli schiavi (2014), prod. Patas Arriba Teatro
- Il Pelo della Luna (2014), prod. Patas Arriba Teatro
- La casta morta. Senza il potere. Si muore (2015), prod. Patas Arriba Teatro
- Giovanna sotto il sego del tempo (2017), prod. Adriano Marenco, Alessandra Caputo, Patrizia Bernardini
- Lady Holiday- Mississipi drunk (2018) di Alessandra Caputo con una ballata di Adriano Marenco, prod. Patas Arriba Teatro
- Disumano è l’affetto (2021), prod. Collettivo Lubitsch
- Sandra C – I leoni globali Mo. No. Logo (2022), prod. Collettivo Lubitsch
- La favola nera del boia in tutù (2023), prod. Collettivo Lubitsch
- L’attrice è tutta crosta (2023), prod. Collettivo Lubitsch
- Sotto questo crollo (2024), prod. Collettivo Lubitsch